# По студиям
«[По студиям]» — русскоязычное авторское интернет-шоу, главным направлением которого являются музыка и музыкальная индустрия, проводимое в формате репортажа и интервью. Автором и ведущим шоу является Дмитрий Гуменный, более известный как DJ Dimixer.
В «[По студиям]» приняли участие такие люди, как Иван Дорн, Slim, ВесЪ, Maruv, DJ Sigala, Альянс, RSAC, Alyona Alyona, Рома Жиган, Ганвест, Паша Техник, Зомб, 55x55, Тима Белорусских, Птаха, Буерак, Звонкий, Burito, Моргенштерн, Slava Marlow, Алексей Вишня, Дискотека Авария и другие известные личности. Шоу посвящено саунд-продюсерам, которые обычно остаются за кадром. Помимо взятия интервью, Дмитрий следит за технической частью.

## История
Концепция шоу появилась во время переезда Дмитрия из Ангарска в Новосибирск, однако он не хотел снимать неизвестных исполнителей, поэтому первые выпуски были сняты с его знакомыми в 2017 году в Москве. С 2019 года передача транслируется по телеканалу О2ТВ.
15 октября 2019 года вышел выпуск, в котором приняла участие советская рок-группа «Альянс».

## Список выпусков
| Название                                                                                              | Гость                            | Дата выхода           |
| --- | -------------------------------- | --------------------- |
| «Syntheticsax \| Самый ПЕРВЫЙ выпуск»                                                                 | Syntheticsax                     | 10 апреля 2017 года   |
| «Filatov & Karas — про лирику Сектора Газа, ремикс на Imany и лейблы»                                 | Filatov & Karas                  | 6 июля 2017 года      |
| «Муз. продюсер Бузовой, T-Killah, Джигана, Дорна — Роман Бестселлер»                                  | Роман Бестселлер                 | 1 декабря 2017 года   |
| «Как написать 100 % хит и попасть на радио? — Astero»                                                 | Astero                           | 12 марта 2018 года    |
| «Николай Воронов — Что с ним сейчас? Белая Стрекоза Любви»                                            | Николай Воронов                  | 16 апреля 2018 года   |
| «Автор музыки Matrang — Медуза и Элджей — Минимал»                                                    | Muzza                            | 8 мая 2018 года       |
| «Как живёт автор музыки Элджей & Feduk — Розовое вино?»                                               | Empaldo Beats                    | 18 июня 2018 года     |
| «В студии у Burito и Звонкого — кто кому пишет песни? о Банд’Эрос и Михее»                            | Burito и Звонкий                 | 6 августа 2018 года   |
| «Почему Буерак не любят СБПЧ, Антоху МС и Монеточку? Пояснили за шмот»                                | Буерак                           | 4 сентября 2018 года  |
| «Lubim — Аранжировщик Little Big и гр. Хлеб»                                                          | Lubim                            | 9 октября 2018 года   |
| «Птаха — про версус 2019, фрешменах и Kizaru, Городе Дорог и ЦАО Records»                             | Птаха                            | 26 октября 2018 года  |
| «Capella — самый известный битмейкер России. Студия Газгольдер»                                       | Capella                          | 6 ноября 2018 года    |
| «Самые известные Диджеи из России — Swanky Tunes»                                                     | Swanky Tunes                     | 23 ноября 2018 года   |
| «Автор музыки Элджей — 360° и Егор Крид — Холостяк»                                                   | Palagin                          | 3 декабря 2018 года   |
| «В гостях у Тимы Белорусских! Как он стал популярным? Незабудка»                                      | Тима Белорусских                 | 18 декабря 2018 года  |
| «В гостях у 55x55»                                                                                    | 55x55                            | 18 января 2019 года   |
| «Зомб — о Miyagi & Эндшпиль, фанатках, заработке и Bahh Tee. Интервью»                                | Зомб                             | 15 февраля 2019 года  |
| «В гостях у Паши Техника! О фите с Big Baby Tape, версусе и Noize MC»                                 | Паша Техник                      | 1 марта 2019 года     |
| «Ганвест — о Скриптоните, новом альбоме, Black Star и Тиме Белорусских»                               | Ганвест                          | 15 марта 2019 года    |
| «Рома Жиган — про подарок от Oxxxymiron, Джигане, конфликте с Замаем, фите со Snoop Dogg, и Гуфе»     | Рома Жиган                       | 29 марта 2019 года    |
| «Автор бита HammAli & Navai — Пустите меня на танцпол»                                                | Валерий Текель и HammAli & Navai | 17 апреля 2019 года   |
| «В гостях у Alyona Alyona и Teejay. Пушка, женский рэп и Mozee Montana»                               | Alyona Alyona и Teejay Music     | 26 апреля 2019 года   |
| «Как 2 Диджея из России стали мировыми звездами? — Going Deeper»                                      | Going Deeper                     | 10 мая 2019 года      |
| «Автор музыки Zivert — Life»                                                                          | Arkasha Musiq                    | 24 мая 2019 года      |
| «Кто помогает Лёше Свику, RASA, GAZIROVKA, Rauf & Faik продвигать клипы? Автор канала Black Beats»    | Black Beats                      | 14 июня 2019 года     |
| «Успех RSAC x ELLA — NBA (Не мешай), про Дельфина и Урганта, трек за 5 минут»                         | RSAC                             | 5 июля 2019 года      |
| «В гостях у Ивана Дорна! Мастерская»                                                                  | Иван Дорн                        | 30 июля 2019 года     |
| «Настоящий автор песни Егор Крид — Сердцеедка»                                                        | Анна Бастон                      | 13 августа 2019 года  |
| «Автор музыки Maruv — Siren Song и Drunk Groove / Boosin»                                             | Boosin                           | 3 сентября 2019 года  |
| «Альянс — На Заре: Как песня из 1987 вновь стала хитом? О Басте и Монеточке»                          | Альянс                           | 15 октября 2019 года  |
| «Лечу в Лондон к мировому DJ — Sigala»                                                                | Sigala                           | 12 ноября 2019 года   |
| «Maruv — Евровидение 2020, хейтеры, корпоратив с Конором Макгрегором, фит с Little Big»               | Maruv                            | 22 ноября 2019 года   |
| «В студии у GONE.Fludd, Cakeboy, Iroh и Flipper Floyd (GLAM GO GANG!)»                                | Glam Go Gang!                    | 3 декабря 2019 года   |
| «Автор музыки Макс Корж — Малый повзрослел»                                                           | Fetre                            | 18 декабря 2019 года  |
| «Реальный автор песни Клава Кока & Моргенштерн — Мне пох»                                             | Миша Мичелz                      | 14 января 2020 года   |
| «Slimus (Slim) и ВесЪ (Каспийский Груз) про Гуфа, Брутто, Centr, альбом „Улей“»                       | Slimus и ВесЪ                    | 28 января 2020 года   |
| «Автор музыки Грустный дэнс (Artik & Asti, Артём Качер)»                                              | Олег Сашко                       | 4 февраля 2020 года   |
| «Иду на РАДИО DFM с вашими треками! Как попасть на радио без связей? Как стать радиоведущим?»         | Радио «DFM»                      | 11 февраля 2020 года  |
| «Slava Marlow и Morgenshtern: о Легендарной Пыли, Вечернем Урганте и Ратататата с Витя АК»            | Slava Marlow и Моргенштерн       | 24 февраля 2020 года  |
| «В гостях у Radio Tapok»                                                                              | Radio Tapok                      | 12 марта 2020 года    |
| «Автор бита Pharaoh — Smart о Dead Dynasty, Velial Squad и Big Baby Tape. Meep»                       | Meep                             | 15 апреля 2020 года   |
| «Agunda — Разрыв с Тайпан, успех в 16, новые треки, Луна не знает пути. Интервью»                     | Agunda                           | 19 мая 2020 года      |
| «Apashe — канадский диджей о русской музыке, работе с Максом Коржом и Инстасамкой»                    | Apashe                           | 23 июня 2020 года     |
| «Morgenshtern и Slava Marlow о хейтерах, знакомстве, допинге, вДуде и Гуфе»                           | Slava Marlow и Моргенштерн       | 29 июля 2020 года     |
| «Автор битов Элджей & Morgenshtern — Lollipop и 911»                                                  | Sasha JF                         | 30 сентября 2020 года |
| «Алексей Вишня — о Викторе Цое, записи альбома „Кино — Группа Крови“ и авторских правах»              | Алексей Вишня                    | 3 ноября 2020 года    |
| «Дискотека Авария — что с ними сейчас? Как создавались „Новогодняя“ и „Малинки“? Большое интервью»    | Дискотека Авария                 | 24 декабря 2020 года  |
| «Imanbek — Что с ним после Грэмми ? О хейтерах, деньгах и успехе SAINt JHN — Roses Remix»             | Imanbek                          | 5 апреля 2021 года    |
| «Как писать музыку в 96-лет ? А. Зацепин о Гайдае, Пугачевой, Высоцком и создании хитов 50 лет назад» | Александр Зацепин                | 31 ноября 2021 года   |
| «Автор музыки Oxxxymiron — Кто убил Марка?, Организация»                                              | Claude Money                     | 1 декабря 2021        |
| «Отец Юрия Шатунова — создатель Ласкового мая и гр. Стекловата — Сергей Кузнецов»                     | Сергей Кузнецов                  | 23 декабря 2021       |
| «Не стало легенды 90-х — ROBERT MILES, автора хита CHILDREN»                                          | Мария Нейлер и Николай Крупатин  | 23 марта 2022         |
| «Автор гимна Казантипа! Кто он?Клубняк "ГОЛОСОВАНИЕ"! (Relanium — Leel Lost)»                         | Relanium                         | 26 мая 2022           |
| «Три дня дождя — как живёт рок-звезда? О студии, Slava Marlow и биполярки»                            | Три дня дождя                    | 30 августа 2022       |

### Список выпусков [По Студиям Special]
| Название                                                                        | Гость                   | Дата выхода           |
| ------------------------------------------------------------------------------- | ----------------------- | --------------------- |
| «Автор музыки Miyagi, Эндшпиль — I Got Love (Ft. Рем Дигга) \| Автор бита»      | Sad Soul                | 8 августа 2018 года   |
| «Как парни из России сделали трек для A$AP Rocky — Babushka Boi (Trailer #1) ?» | MATXX и Padillion       | 10 сентября 2018 года |
| «Автор хита SAINt JHN — ROSES (Imanbek Remix) !»                                | Imanbek                 | 25 декабря 2018 года  |
| «Автор бита GONE.Fludd — Проснулся В Темноте (SHVRP PRICKLES & lagune)»         | SHVRP PRICKLES и lagune | 12 марта 2018 года    |
| «Авторы самого известного трека в Tik Tok и Shazam! Intelligency — August»      | Intelligency            | 22 апреля 2020 года   |
| «Автор бита GONE.Fludd — САХАРНЫЙ ЧЕЛОВЕК (SWIFTNESS2H)»                        | SWIFTNESS2H             | 22 сентября 2020 года |

## Документальные фильмы
- «На заре» (2019)

## Награды и номинации
| Награда            | Год  | Кандидат/работа                                   | Категория             | Результат | Прим.         |
| ------------------ | ---- | ------------------------------------------------- | --------------------- | --------- | ------------- |
| Jager Music Awards | 2020 | «По студиям»                                      | «Young Blood Project» | Победа    | [ 21 ] [ 22 ] |
| «На Благо Мира»    | 2023 | «По студиям» — «Создатели советских мультфильмов» | «Теле/видеопередачи»  | Номинация | [ 23 ]        |

### Комментарии
1. ↑  Указывает год церемонии. Каждый год связан со статьёй о церемониях, проводимых в этом году, где это возможно.